# Estação Pervomaiskaia
Pervomaiskaia (em russo:  Первомайская) é uma das estações da linha Arbatsko-Pokrovskaia (Linha 3) do Metro de Moscovo, na Rússia. Estação «Pervomaiskaia» está localizada entre as estações «Ismailovskaia» e «Shchiolkovskaia».